# Amīrābād (ort i Iran)
Amīrābād (persiska: امیر آباد, Amīrābād-e Sūkhek, امیر آباد سوخک) är en ort i Iran.   Den ligger i provinsen Kerman, i den centrala delen av landet, 800 km sydost om huvudstaden Teheran. Amīrābād ligger 2 043 meter över havet och antalet invånare är 218.
Terrängen runt Amīrābād är platt åt nordväst, men åt sydost är den kuperad. Terrängen runt Amīrābād sluttar västerut.Runt Amīrābād är det glesbefolkat, med 16 invånare per kvadratkilometer. Närmaste större samhälle är Kūrgāh, 8,5 km nordväst om Amīrābād. Trakten runt Amīrābād är ofruktbar med lite eller ingen växtlighet.